# サラトガ (CV-3)
サラトガ（USS Saratoga, CV-3）は、アメリカ海軍の航空母艦。レキシントン級の2番艦。アメリカ海軍においてサラトガの名を受け継いだ艦としては5隻目にあたる。 「サラ」、「シスター・サラ」、「縦縞煙突のサラ（Stripe-Stack Sara）」、「サラ丸（Sara Maru）」などの愛称で呼ばれていた。
太平洋戦争の開戦時から参加して生き残った航空母艦3隻のうちの1隻（他の2隻は「エンタープライズ」と「レンジャー」）で、「サラトガ」は8個の従軍星章を授与され、1946年に海軍籍から除籍された。それまでの17年間で98,549機の航空機が「サラトガ」に降り、最大の空母着艦記録を保持している。

## 艦歴
1920年9月25日にニュージャージー州カムデンのニューヨーク造船所でレキシントン級巡洋戦艦の三番艦（CC-3）として起工された。しかし、ワシントン海軍軍縮条約による戦艦の保有制限で1922年7月1日に航空母艦に設計変更され、1925年4月7日にカーティス・D・ウィルバー海軍省長官の夫人により進水し、1927年11月16日に初代艦長ハリー・E・ヤーネル大佐の指揮下に就役した。
就役後、「サラトガ」は1928年1月6日にフィラデルフィアで艦載機を搭載した。1月27日、実験を兼ねて飛行船からの燃料補給を受け、パナマ運河を通って太平洋に向かい、2月14日にニカラグアに海兵隊の輸送を行った。2月21日にはロサンゼルス、サンディエゴのサンペドロ湾を拠点にする戦闘艦隊に加わって、演習に従事する。
「サラトガ」はワシントン州ブレマートンのピュージェット・サウンド海軍造船所やサンディエゴで整備を行い、演習や訓練に従事していたが、満州事変勃発の翌年の1932年にハワイへ移動し、再び演習や訓練に従事した。1941年1月6日に近代化改装のためブレマートンに戻り、それが終わると関係が悪化していた日本に対する威嚇のためハワイに何度か足を運んだ。

### 被雷
「サラトガ」は、1941年12月7日の日本軍による真珠湾攻撃時はサンディエゴで整備中だったが、太平洋に空母は「レキシントン」と「エンタープライズ」しかいなかったため、急遽ウェーク島救援のために出動し、12月15日、真珠湾を経由してウェーク島に向かった。しかし、ウェーク島が日本軍の制空権下にあり日本軍が上陸したことが判明し、12月22日にウェーク島救援は中止された。翌日、ウェーク島の守備隊は降伏した。
1942年1月12日、「サラトガ」は「エンタープライズ」と合流するためハワイを出港したが、日本海軍の「伊号第六潜水艦（伊6）」（稲葉通宗艦長）に雷撃された。「伊6」は発射管1本が使用不能であったため、残りの3本の発射管から魚雷を発射した。「サラトガ」までは距離があり命中は絶望的な確率であることを乗員が理解していたが、「伊6」には2回の魚雷接触音と2回の爆発音が交互に響いてきた。魚雷は「サラトガ」の左舷中央10番ボイラー室付近に命中した。魚雷は舷側に命中直後に爆発し舷側壁を内側に押し込んだが、押し込まれた防水隔壁が内側のフレームや配管を損傷して浸水が拡大した。フレームの変形がボイラー室の床や隔壁にも及んだために第8-10-12の3つのボイラー室が満水となった。また、浸水した海水は煙路を伝って反対側の第9ボイラー室にも浸水を生じた。浸水量は1100tとされ傾斜の修正のために320tが反対側に注水された。被害の大きさより日本海軍の魚雷はアメリカ海軍の魚雷と比較して1.5から2倍の炸薬を搭載しているのではないかと推測されたが、実際は同一箇所に2本の魚雷が命中したものだった。衝撃の強さは凄まじく、「サラトガ」の乗員は沈没に備えて救命胴衣を着用した。やがて沈没の危険がないことが分かると、「サラトガ」は真珠湾に戻るためにゆっくり移動を始めた。真珠湾で破孔を塞ぐ応急修理が実施され、その後「サラトガ」は本格的修理のためにブレマートンに戻り、この修理に合わせて8インチ砲が撤去され、5インチ高角砲が搭載された。真珠湾での応急修理中に撤去された8インチ砲は「レキシントン」の物と共にオアフ島の沿岸砲に転用された。5月22日、「サラトガ」はブレマートンを発ってサンディエゴに向かい、5月25日に到着した。「サラトガ」は航空隊を降ろしていたため搭載機がなくて作戦行動できず、新設された航空隊の訓練を行った。しかし、「サラトガ」の航空隊は空母「ヨークタウン」に搭載されて、1942年6月、ミッドウェー海戦で活躍した。この時、「サラトガ」の航空隊がハワイになければ、空母「ヨークタウン」も有効な戦力になり得なかった可能性も否定できない。
6月6日に「サラトガ」は真珠湾に到着したが、航空隊の補充は終了しておらず、ミッドウェー海戦の後もミッドウェー近海で警戒任務を続行していた第16任務部隊に航空機の補充を行い、アリーシャン列島方面に侵攻してきた日本軍に対して反撃も計画されたが中止され、6月13日に真珠湾に帰港した。「サラトガ」は6月22日と6月29日にミッドウェー島へ航空機の輸送も行うなど支援に徹した。

### 反攻
アメリカ海軍は日本軍との戦いで失った航空隊の補充が追いつかず、空母「ホーネット」が航空隊の訓練のため離脱したものの、「サラトガ」と空母「ワスプ」が戦列に加わった。1942年7月7日、アメリカ軍はソロモン諸島方面で反撃の準備のため、「サラトガ」は真珠湾を出港してフィジーに展開し、8月にガダルカナル島攻防戦が始まった。「サラトガ」の搭載機は第二次ソロモン海戦で日本海軍の空母「龍驤」を撃沈するが、哨戒中またも潜水艦の雷撃を受けた。31日に「伊号第二十六潜水艦」（横田稔艦長）が放った魚雷で行動不能に陥り、重巡洋艦「ミネアポリス」に曳航され、トンガのトンガタプ島へ退避した。9月2日から6日間行われた応急修理の結果、速度10ノットまで復帰に成功し、9月21日に真珠湾に帰港した。
1942年11月10日、「サラトガ」は修理を完了し再び南太平洋に出撃した。フィジーを経由して12月5日にニューカレドニアのヌーメアに到着し、約1ヶ月間小規模な作戦の防空に従事した。ガダルカナル島の戦いで空母が日本軍の攻撃により撃沈、または破損したため、アメリカ軍はギルバート諸島占領を企図して作戦準備中であった上に、エセックス級とインディペンデンス級の配置と1943年5月に真珠湾に帰港し、1943年7月から10月までアメリカ本国でオーバーホールした「エンタープライズ」の11月に復帰までソロモン諸島方面で稼働している正規空母は「サラトガ」1隻となっていた。

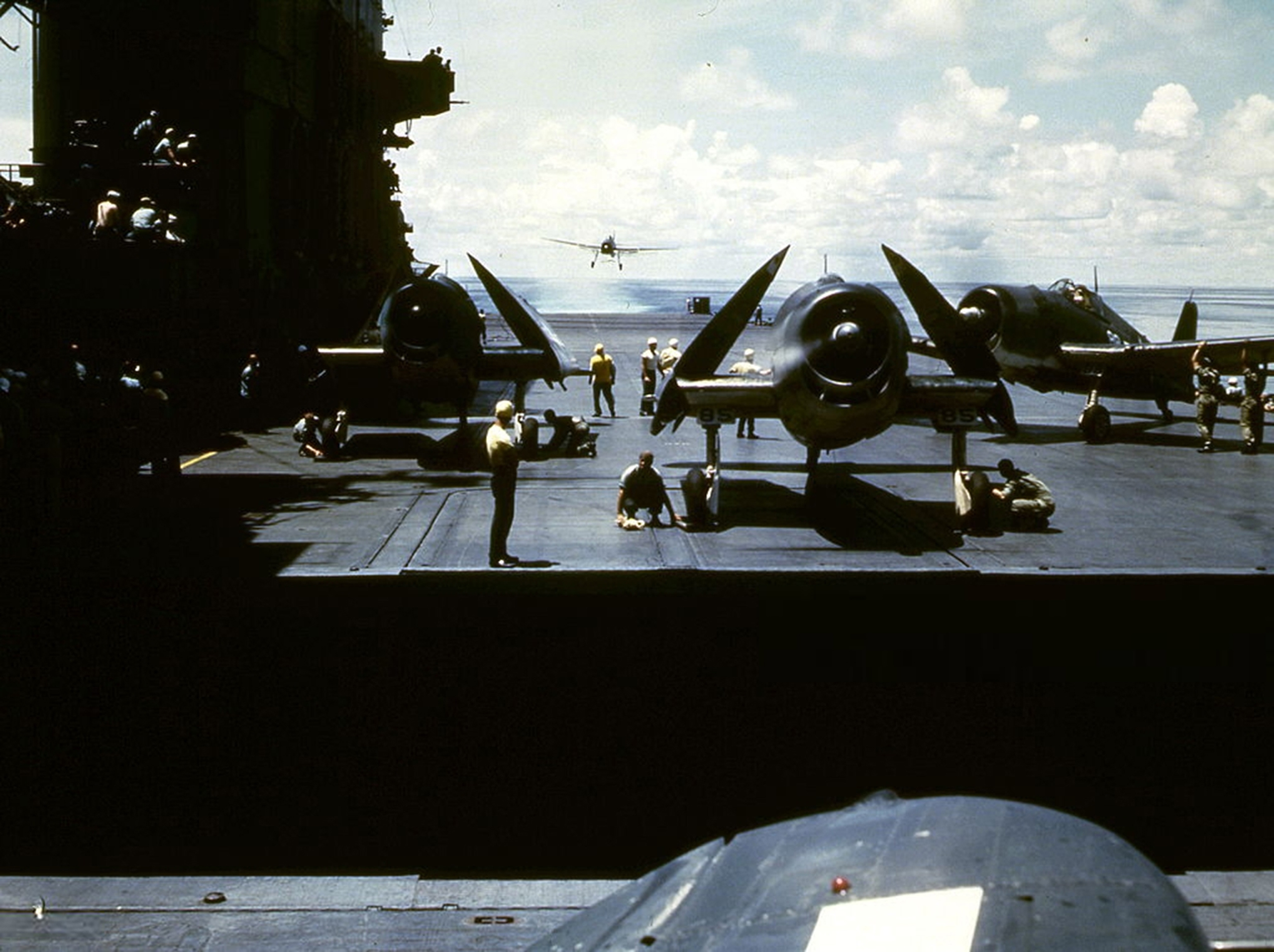
F6F戦闘機を収容する「サラトガ」。

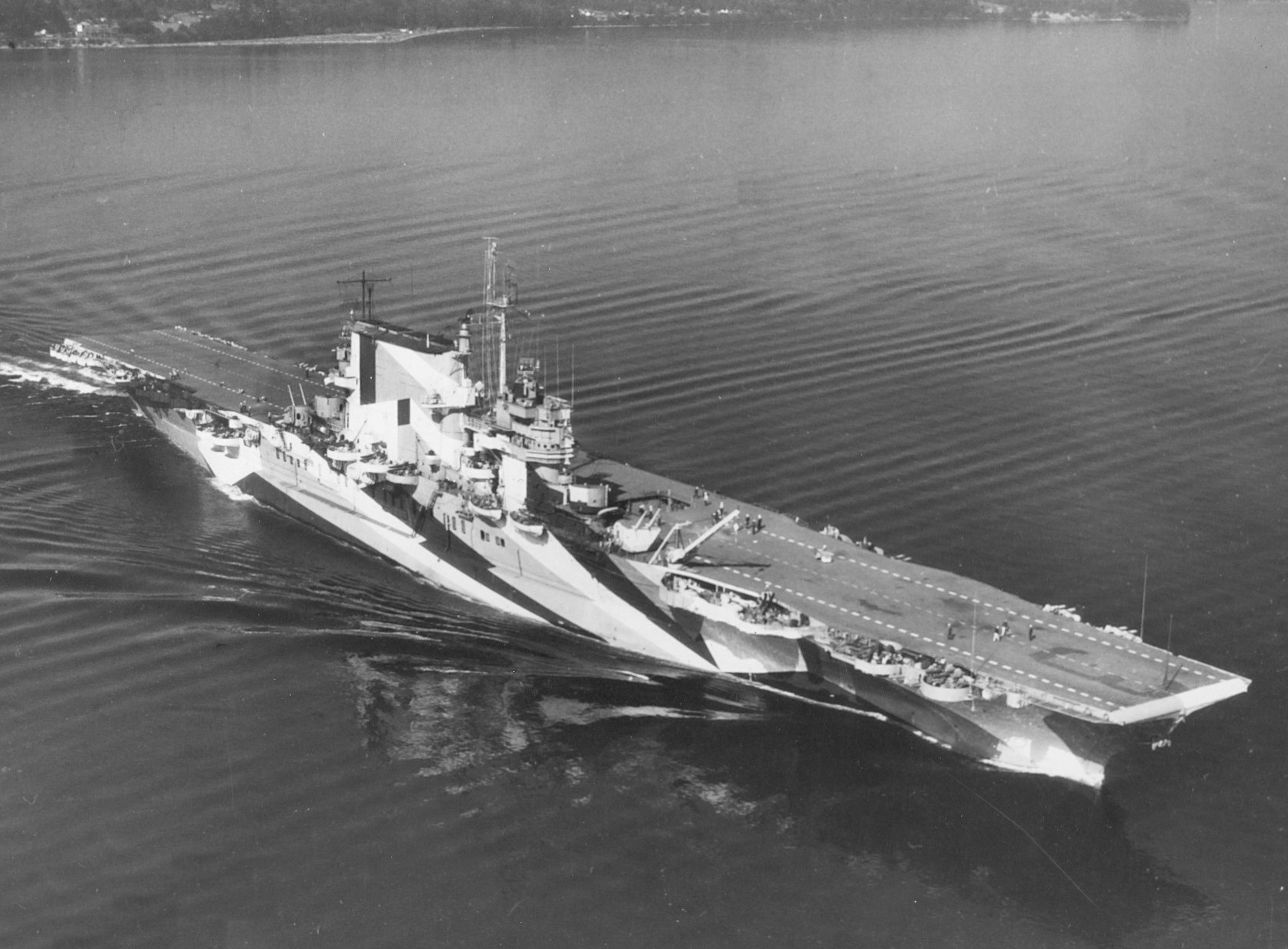
1944年、ピュージェット・サウンドの「サラトガ」。

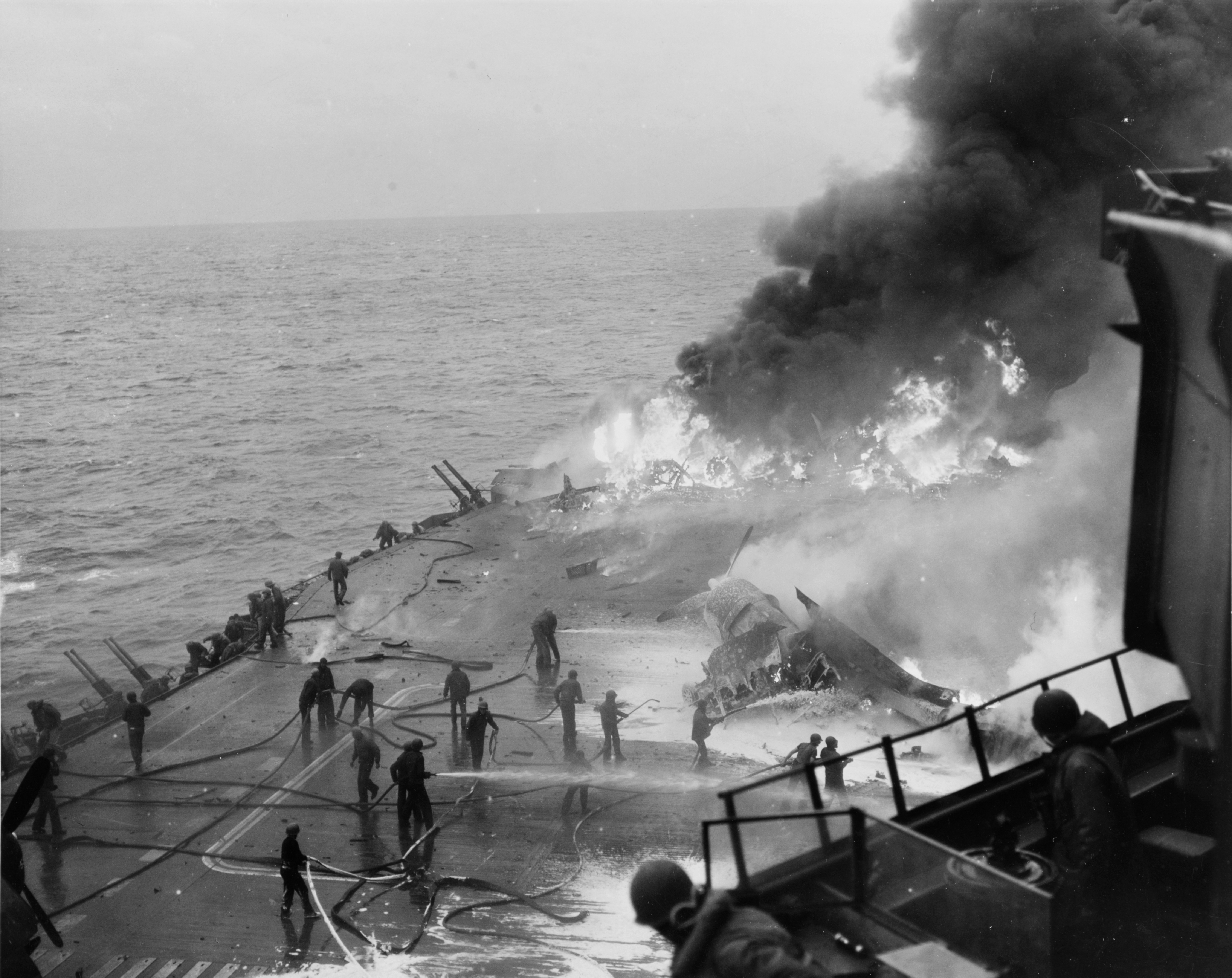
1945年に特攻機の突入を受けて大破した。

1943年10月20日、ブーゲンビル島攻略支援のため「サラトガ」はシャーマン少将の指揮下で軽空母「プリンストン」と第38任務部隊を形成。11月1日にブカ島を空襲して飛行場を叩き、11月5日にはラバウルを空襲して日本海軍の巡洋艦に打撃を与えた（ラバウル攻撃）。太平洋戦争中この一連の連続空襲が「サラトガ」最大の活躍であったが、ラバウルの日本軍を牽制だけで追い出すことはできなかった。
11月19日に「サラトガ」と「プリンストン」はナウルを攻撃し、それから輸送群としてマキン島、タラワ島へ陸上部隊の輸送を行い、11月23日にギルバート諸島攻略の完了に伴い「サラトガ」と「プリンストン」は集結し、タラワの防空に従事した（ギルバート・マーシャル諸島の戦い）。その後、11月30日に「サラトガ」は戦列を離れ、1943年12月9日から1944年1月3日にかけてサンフランシスコでオーバーホールを実施した。その際、40mm機関砲など対空火器の増設が行われた。
1944年1月7日、「サラトガ」は真珠湾に到着し、簡単な訓練を行った後、軽空母「ラングレー」、「プリンストン」と共に1月19日に真珠湾を出撃してマーシャル諸島攻略支援に投入された。1月29日から3日間、艦載機がウオッゼ、タロア、エニウェトクの日本軍を空襲し、2月28日まで防空に従事した。
3月4日、「サラトガ」は3隻の駆逐艦に護衛されてマジュロ環礁を出発し、エスピリトゥ・サント島、オーストラリアのホバート、タスマニア、フリーマントルを経由して太平洋からインド洋に転戦した。3月27日、洋上で空母「イラストリアス」、戦艦4隻などからなるイギリス海軍艦隊と合流、31日にセイロン島に到着した。
「サラトガ」は調整の後、4月16日にトリンコマリーを出撃して19日に2隻の空母はスマトラ島北西端の沖にあるサバン島を空襲、主に日本軍の港湾施設と石油備蓄に攻撃を行った（コックピット作戦）。同様の手法で5月17日にジャワ島のスラバヤを空襲した（トランサム作戦）。その後、本国に帰還した。

### 終戦直前
1944年6月10日、「サラトガ」はブレマートンに到着し、夏を通して整備を行った。8月、第11輸送航空群が編成され、「サラトガ」は9月24日に真珠湾に戻り、夜間戦闘機隊の訓練に従事した。しかし、1945年1月29日、同様の訓練を行っていた軽空母「インディペンデンス」が夜間発着の困難と比べてあまりにも小さいことから、「サラトガ」が硫黄島攻略に参加することになって急遽真珠湾から出港した。「サラトガ」は2月7日、ウルシーに到着して機動部隊に加わった。
この前にカタパルトの再装備の工事が行われている。この時期の「サラトガ」は、同様に夜間戦闘機を搭載し船体分類記号をCV(N)に変更した「エンタープライズ」に合わせ夜間空母と呼称されることがある。
機動部隊は硫黄島上陸に先立って2月16日と17日の夜に日本本土を空襲した。1945年2月21日、「サラトガ」は硫黄島の夜間防空と父島への夜間攻撃のため、駆逐艦3隻を伴って機動部隊を離れた際、日本海軍第二御盾隊による特攻で衝突4機と爆弾2発を受けて大破した。死者・行方不明者あわせて123人、負傷者192人に達した。

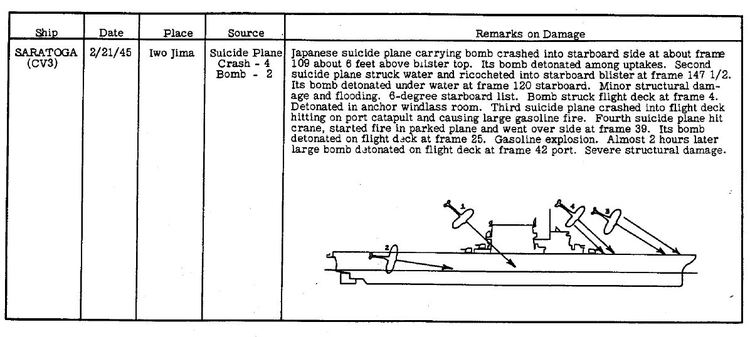
サラトガ、被害概要

「サラトガ」はエニウェトクを経由してブレマートンに到着し修理を行った。5月22日に修理は完了し、ピュージェット・サウンド工廠を発って6月3日に真珠湾へ戻り、再び航空隊の訓練に従事した。日本が降伏したため、9月6日に訓練を中止してアメリカ本土に戻る復員兵の輸送を行った。

### 戦後

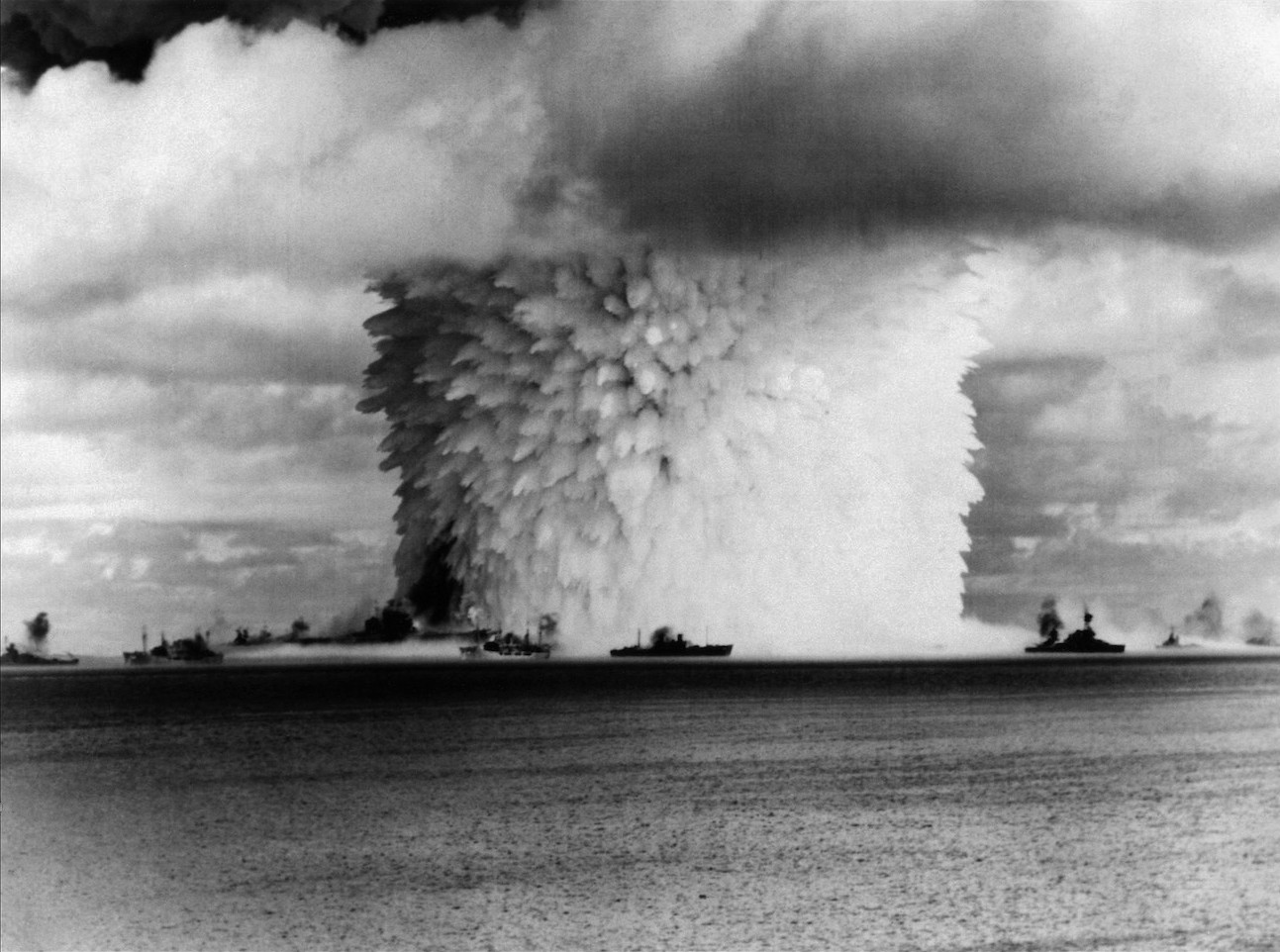
1946年7月25日の「BAKER実験」において発生した核爆弾の水中炸裂の写真　中央の艦が「サラトガ」。

終戦直後に、「サラトガ」の乗員が「伊6」の乗員を訪問している。「伊6」が発射した3本中2本を命中させたこと、そしてその魚雷が非常に遠距離から発射されたものであったことを知ると「サラトガ」の乗員は大いに驚嘆し、色々な食べ物を提供して異例の待遇で臨んだ。「サラトガ」は幾多の損傷を受けつつも第2次世界大戦を生き延び、終戦時にはアメリカ海軍において最も古参の空母のうちの1隻であった。戦後は練習空母として引き続き運用される計画があったが、大戦中にエセックス級空母が多数就任したため、旧式であった「サラトガ」は予備艦としての保管もされないまま退役する方向となり、記念艦として残存させる要望もあったが予算面と引受先の自治体の都合がつかないことから廃艦が決定した。
「サラトガ」はスクラップとしての払い下げは行われず、1946年に行われたビキニ環礁での核実験（クロスロード作戦）の標的艦に使用された。7月1日の「ABLE」実験では軽度の損傷で済んだものの、続く7月25日の「BAKER」実験で艦体に致命的な損傷を負い、「サラトガ」は7時間後に沈没した。全体としては原形を充分に留めていた為、引き揚げて核爆発による損害を詳しく研究する計画が立てられたが、放射線障害の危険性によってのサルベージは中止され、1946年8月15日に正式に除籍された。
以後、「サラトガ」の船体はビキニ環礁の海底にあり、現在では放射線障害の危険性も低下したため民間人でもダイビングによってその姿を眺めることができる。浅海におけるスキューバダイビングで容易に到達できる航空母艦として、サラトガはダイビングスポットとして人気を集めている。民間人が通常のダイビングで到達できる沈船航空母艦は、現在のところ「サラトガ」とフロリダ沖メキシコ湾内の「オリスカニー」のみとなっている。

## 叙勲
|  |                                                       |  |
|  | Silver star · Bronze star · Bronze star · Bronze star |  |

| 米国防衛従軍メダルおよび艦隊章 （American Defense Service Medal with "Fleet" clasp） |                                                                                              |                                                         |
| 米国従軍メダル （American Campaign Medal）                                           | アジア太平洋従軍メダル およびバトルスター8個 （Asiatic-Pacific Campaign Medal with 8 stars） | 第二次世界大戦戦勝メダル （World War II Victory Medal） |